# Bangolo (underprefektur)
Bangolo är en underprefektur i Elfenbenskusten. Den ligger i departementet med samma namn, i den västra delen av landet, 250 km väster om huvudstaden Yamoussoukro.